# Hesperumia baltearia
Hesperumia baltearia là một loài bướm đêm trong họ Geometridae.